# 穆罕默德·扎法爾·馬蘇德
穆罕默德·扎法尔·马苏德（羅馬化：Muhammad Zafar Masud，1927年10月17日—2003年10月7日）空軍准將，又稱米蒂·马苏德（Mitty Masud），是一名巴基斯坦空軍的高級軍官。
他在第二次印巴戰爭時期负责保卫东巴基斯坦的领空边界，但在1971年3月26日的探照燈行動后辞去职务，并于1971年3月30日卸職。